# 국민의당 (1963년)
국민의당(國民의黨)은 1963년 8월 1일에 민우당과 신정당 그리고 민주당과 민정당의 일부 의원과 무소속 참여하여 창당준비위원회 결성을 거쳐 9월 5일에 창당되었다가 1964년 9월 17일 민주당에 흡수합당된 대한민국의 정당이다.

## 창당
1963년 1월 정치활동 재개 이후 재야세력의 결속된 힘만이 군정세력을 꺾을 수 있다는 공통된 신념에서 야당통합운동이 몇 갈래로 전개되었다.
1963년 7월 5일 민정당의 대통령 후보 윤보선은 야당 통합에 의한 단일 후보 실현을 위해서 후보를 사퇴한다고 발표했다. 이로써 민정당, 민우당, 신정당 3야당의 통합운동이 활기를 띠게 되었다. 8월 1일 3당 대표들 400여명은 서울시민회관에서 통합야당 '국민의당' 발기인 대회를 가졌다.
야당 통합에 냉담하던 민주당은 신정당의 허정을 대통령 후보로 밀면서 3당 통합 운동에 깊이 관여하기 시작했다. 신정당의 허정과 민정당의 김도연 두 사람을 두고 재야 지도자들이 일종의 모의투표를 했는데 9대 2로 허정이 이겼다. 이렇게 되니 민정당에선 윤보선에게 다시 출마하라는 압력이 가해졌다.
윤보선은 9월 4일 민정당 간부회의에서 9일 전에 있었던 자신의 대통령 사퇴 선언을 취소하고 통합야당의 대통령 후보로 김도연 대신 자신이 나서겠다고 선언했다. 9월 5일 국민의당 창당대회 겸 대통령 후보 지명대회가 서울 시민회관에서 803명의 대의원이 참석한 가운데 열렸다. 다수파인 민정당 계열은 후보선출 투표를, 반대파는 사전조정을 주장 하면서 격돌하여 대회장은 수라장으로 변했다. 다음날 대회도 후보 선출에 실패했다.
9월 10일 비민정당계에서 선거관리위원회에 '국민의당' 창당등록신고서를 제출했다. 민정당도 이틀뒤 전당대회를 열고 윤보선을 대통령 후보로 지명했다. 이로써 야권통합은 물거품이 되었다. 그 이틀 뒤(9월 14일) 국민의당은 전당대회에서 허정을 대통령 후보로 지명했다.

## 흡수
대한민국 제6대 국회의원 선거에서는 후보자 공천을 둘러싸고 당내 허정계와 이범석계 간에 미묘한 갈등을 겪고 전국구후보 22명, 지역구후보 120명을 내세웠으나 2명밖에 당선시키지 못하였다. 이때 총투표 수 962만2183표의 8.8%인 82만2천표를 얻어 12개 정당 중 4위를 차지하였다.
국민의당은 본래 그 전신인 신정당부터가 민주당계·자유당계 및 관료 출신인 무소속계의 3파로 구성되어 있었고, 국민의당으로 개편되면서 여기에 다시 세칭 구 족청세력으로 알려진 민우당계와 무소속계가 참여하여 이질적인 5개 파로 구성되었기 때문에, 두 차례의 선거에서 패배하자 그 책임 추궁을 둘러싸고 분열상을 드러냈다.
그 결과 대표최고위원 김병로의 정계 은퇴와 최고위원 이범석의 탈당 후, 자체 내의 정비보다는 민주당 및 자유민주당과의 3당통합론 쪽으로 기울어지게 되었다. 그 뒤 3당통합을 위한 협상이 계속되었으나 실패로 끝나고, 1964년 9월 17일에야 국민의 당과 민주당만으로 양당의 통합을 정식으로 선언하고 국민의 당은 민주당에 흡수, 합당되었다.

## 역대 지도부
| 대수 | 역대 대표 | 직함         | 임기                               | 비고              |
| ---- | --------- | ------------ | ---------------------------------- | ----------------- |
| 1    | 김병로    | 대표최고위원 | 1963년 9월 5일 ~ 1963년 12월 5일   | 정계 은퇴         |
| 임시 | 이호      | 운영위원장   | 1964년 1월 7일 ~ 1964년 1월 27일   |                   |
| 2    | 허정      | 대표최고위원 | 1964년 1월 13일 ~ 1964년 12월 12일 | 민주당에 흡수합당 |

## 주요 선거 결과

### 국회의원 선거
|  | 1.53% |

|  | 8.8% |

|  | 1.14% |

## 역대 전당대회
1963년 9월 5일 국민의당 창당대회
국민의당 창당대회는 대통령후보 지명을 둘러싼 민정계와 비민정계의 갈등으로 파행되었다.
1963년 9월 14일 국민의당 전당대회
창당대회가 파행된 뒤 민정당이 이탈해 9월 12일 윤보선 전 대통령을 다시 민정당 대선후보로 선출하자 남은 비민정계 중심의 국민의당은 14일 전당대회를 열어 허정 전 외무장관을 대통령 후보로 추대하였다.
1964년 12월 12일 민주당-국민의당 통합 전당대회
1964년 9월 17일 민주당과의 합당을 선언한 국민의당은 12월 12일 통합 전당대회를 통해 합당을 결의했다.

## 참고 문헌
- 국민의당, 《두피디아》
- 국민의당, 《한국민족문화대백과》, 한국학중앙연구원
- 야권 분열, <박정희 전기>, 조갑제